# 文藝賞
文藝賞是日本文學獎項，由河出書房新社所設立，每年舉辦一次。得獎作品由評審委員共同商議決定，得獎者可獲得紀念品以及50萬日圓的獎金。得獎作品會刊登在該出版社發行的文學雜誌《文藝》當中，出版社也會將作品出版單行本。
該獎的用意主要是在選拔小說作家新人，所以公開募集尚未發表過的小說原稿。第42屆由三並夏在中學三年級（作品發表時15歳）時獲得，是該獎創立以來直到當時最年輕的得主，一時蔚為話題。西元2000年起該獎顯露出初高中生頻頻得獎的趨勢，成為日本近來低年齡作家風潮的重要推手。

## 歷屆得主

### 第1回－第10回
- 第1回 （1962年）
  - 長編部門 高橋和巳 
  - 中・短編部門 田畑麦彦 、西田喜代志 
    - 佳作 柘植光彦 《》、後藤明生 《》、松尾忠男 《》

  - 戯曲部門 從缺
    - 佳作 古島一雄 《》、近藤耕人 《》、松原正 《》、朴秀鴻 《》
- 第2回 （1963年）
  - 長編部門 從缺
    - 佳作 三輪秀彦 《》、三枝和子 《》

  - 中・短編部門 真繼伸彦 
    - 佳作 八登千代 《》、竹内泰宏 《》

  - 戯曲部門 從缺
    - 佳作 藤本義一 《》、古島一雄 《》
- 第3回 （1964年） 從缺
  - 佳作 北小路功光 
- 第4回 （1966年） 金鶴泳 
  - 佳作 加藤敦美 
- 第5回 （1967年） 從缺
- 第6回 （1969年） 從缺（野中周平受賞辞退）
- 第7回 （1970年） 黑羽英二 、小野木朝子 
- 第8回 （1971年） 本田元彌 、後藤みな子 
- 第9回 （1972年） 尾高修也 
- 第10回 （1973年） 從缺
  - 佳作 北澤輝明 、赤坂清一 

### 第11回－第20回
- 第11回 （1974年） 小澤冬雄 
- 第12回 （1975年） 阿嘉誠一郎 
- 第13回 （1976年） 外岡秀俊 
- 第14回 （1977年） 星野光徳 、久野猛 
- 第15回 （1978年） 黑田宏治郎 
  - 佳作 小林景子 
- 第16回 （1979年） 冥王まさ子 、宮内勝典 
- 第17回 （1980年） 青山健司 、田中康夫 、中平まみ 
- 第18回 （1981年） 堀田あけみ 、ふくださち 、山本三鈴 
- 第19回 （1982年） 柳川春町 
- 第20回 （1983年） 若一光司 、山本昌代（東斎屋金魚から改名） 

### 第21回－第30回
- 第21回 （1984年） 平中悠一 、渥美饒兒 
- 第22回 （1985年） 山田詠美 
- 第23回 （1986年） 岡本澄子 
  - 佳作 梅田香子 
- 第24回 （1987年） 笹山久三 
  - 佳作 久間十義 
- 第25回 （1988年） 長野まゆみ 、飯嶋和一 
- 第26回 （1989年） 比留間久夫 、 結城真子 
- 第27回 （1990年） 芦原すなお （直木賞）
- 第28回 （1991年） 川本俊二 、吉野光 
- 第29回 （1992年） 三浦惠 
  - 佳作 真木健一 
- 第30回 （1993年） 從缺
  - 佳作 大石圭 、小竹陽一朗 

### 第31回－第40回
- 第31回 （1994年） 雨森零 
- 第32回 （1995年） 伊藤高見 
  - 優秀作 池内廣明 、金真須美 
- 第33回 （1996年） 從缺
  - 優秀作 大鋸一正 、佐藤亞有子 
- 第34回 （1997年） 鈴木清剛 、星野智幸 
- 第35回 （1998年） 鹿島田真希 
- 第36回 （1999年） 濱田順子 
- 第37回 （2000年） 黒田晶 
  - 優秀作 佐藤智加 
- 第38回 （2001年） 綿矢莉莎 
- 第39回 （2002年） 中村航 、岡田智彦 
- 第40回 （2003年） 羽田圭介 、生田紗代 、伏見憲明 

### 第41回－第50回
- 第41回 （2004年） 白岩玄 、山崎ナオコーラ 
- 第42回 （2005年） 青山七惠 、三並夏 （最年少受賞）
- 第43回 （2006年） 荻世いをら 、中山咲 
- 第44回 （2007年） 磯崎憲一郎 、丹下健太 
- 第45回 （2008年） 喜多ふあり 、安戸悠太 
- 第46回 （2009年） 大森兄弟 、藤代泉 
- 第47回 （2010年） 從缺
- 第48回 （2011年） 今村友紀 
- 第49回 （2012年） 谷川直子 
- 第50回 （2013年） 櫻井晴也 

### 第51回－
- 第51回 （2014年） 李龍德、金子薫
- 第52回 （2015年） 山下紘加 、畠山丑雄 
- 第53回 （2016年） 町屋良平 、
- 第54回 （2017年） 若竹千佐子 

## 外部鍊結
- 文藝賞応募規定
- 河出書房新社／文藝 （页面存档备份，存于）
- 河出書房新社　メインページ （页面存档备份，存于）